# Marion von Haaren

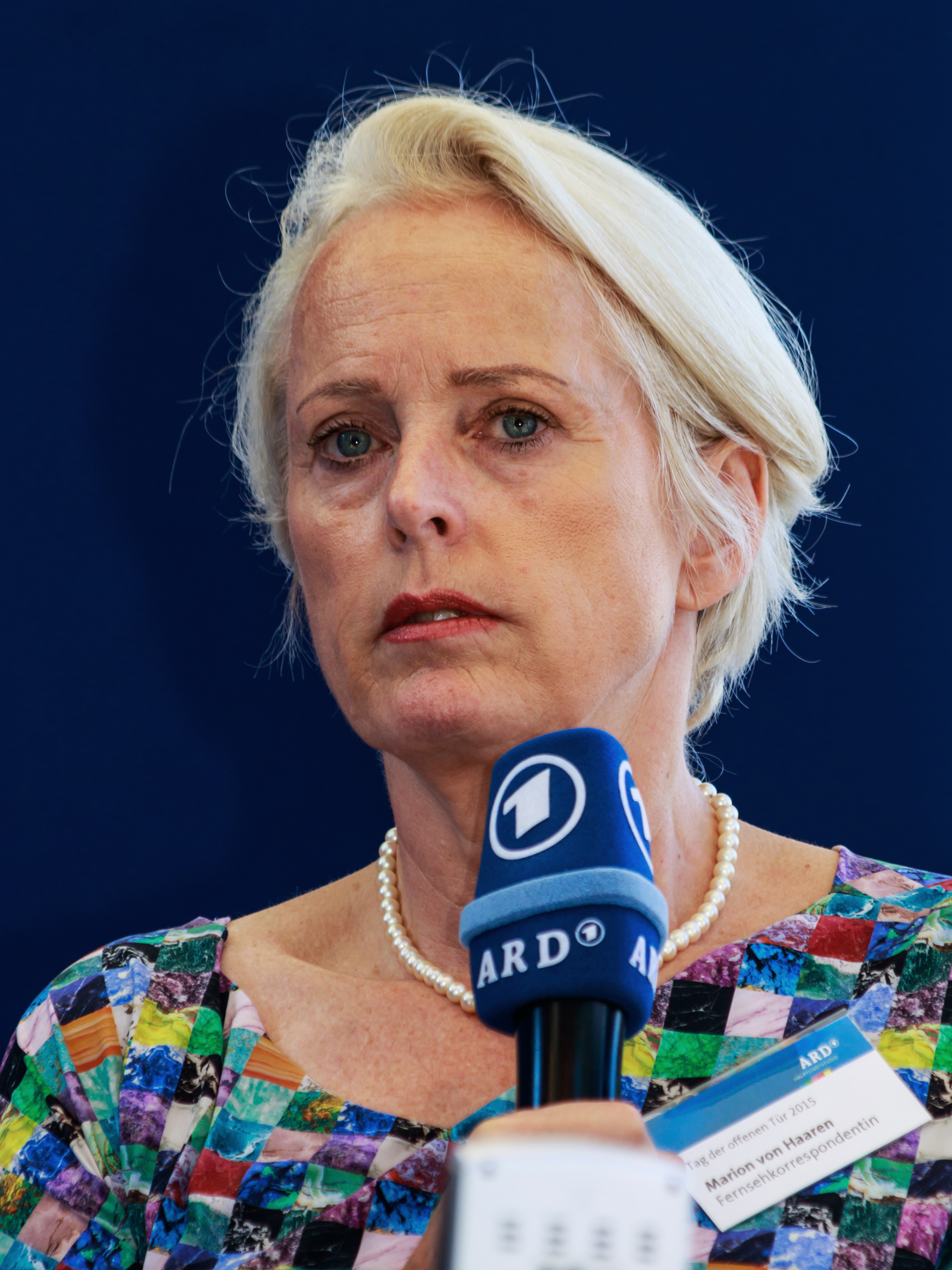
Marion von Haaren (2015)

Marion von Haaren beim Führen eines Interviews in Afghanistan

Marion von Haaren (* 2. Mai 1957 in Kiel) ist eine deutsche Journalistin.

## Leben
1977 legte Marion von Haaren ihr Abitur am Erich-Klausener-Gymnasium in Adenau, Kreis Ahrweiler, Rheinland-Pfalz ab. Während ihrer Ausbildung zur Journalistin an der Kölner Journalistenschule studierte von Haaren ab 1978 Volkswirtschaftslehre an der Universität zu Köln. Das Studium schloss sie als Volkswirtin ab.
Von 1984 bis 1986 war sie Mitarbeiterin der WDR-Redaktion im Kabelpilotprojekt Dortmund, kam 1986 aber als Redakteurin in die Hörfunkredaktion Wirtschaft und Verkehr des WDR. 1989 wechselte sie in die Wirtschaftsredaktion des WDR-Fernsehens, deren Leitung von Haaren 1992 übernahm. Von 1995 bis 1997 war sie Moderatorin des ARD-Wirtschaftsmagazins plusminus. Einem breiten Publikum bekannt wurde sie zudem als Kommentatorin in den Tagesthemen. Nach einem Intermezzo als Korrespondentin im ARD-Studio Bonn wurde von Haaren 1997 zur Chefredakteurin Fernsehen und Leiterin des Programmbereichs Politik beim Westdeutschen Rundfunk berufen.
Am 1. Februar 2002 trat Marion von Haaren die Nachfolge von Tom Buhrow als Leiterin des ARD-Auslandstudios in Paris an. Ab dem 1. Juli 2007 war sie Korrespondentin und stellvertretende Leiterin des ARD-Studios in Brüssel. Seit Januar 2014 war sie Korrespondentin im ARD-Hauptstadtstudio. In der Morgenmagazin-Sendung vom 12. Juni 2020 gab von Haaren ihren Abschied bekannt.

## Mitgliedschaften, Verbindungen zur Politik
Sie war vom 22. September 2015 bis zum 16. Oktober 2018 im 7. Beirat der Bundesakademie für Sicherheitspolitik.

## Auszeichnungen
- 1982 Jugend forscht Sonderpreisträgerin Reporter der Wissenschaft für das Feature Krebserregende Stoffe in der Reifenproduktion
- 1989 Kurt-Magnus-Preis für das Feature Das 1000-Kilometer-Fließband

## Schriften
- Wirtschaftsjournalismus (= Düsseldorfer medienwissenschaftliche Vorträge. Band 18). ZV Zeitungs-Verlag, Bonn 1998, ISBN 3-929122-65-0.